# George W. Melville
George Wallace Melville est un ingénieur, vice-amiral et explorateur polaire américain. Né le 10 janvier 1841 à New York, il est décédé le 17 mars 1912 à Philadelphie.

## Biographie
Diplômé du Brooklyn Collegiate and Polytechnic Institute, il entre dans la Navy en 1861 et devient officier du Corps du Génie comme troisième assistant mécanicien. Il participe de 1862 à 1864 à la guerre civile américaine sur des canonnières en tant qu'ingénieur.

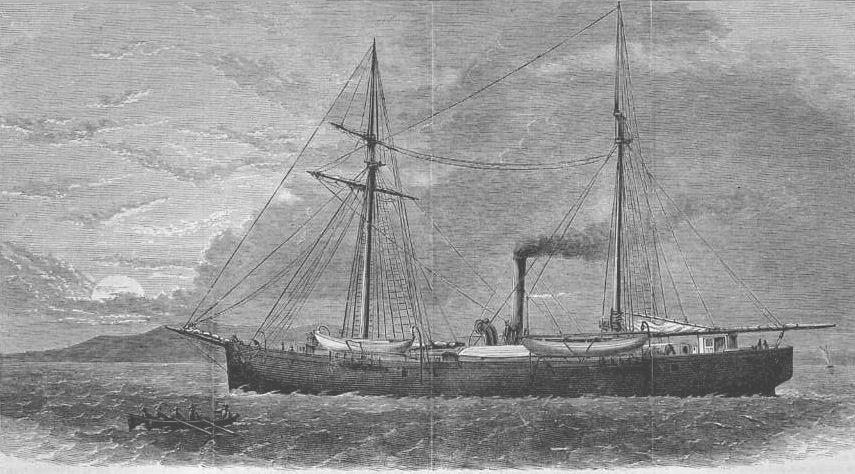
La Polaris

En 1873, il se porte volontaire pour une expédition en baie de Baffin, sur le Tigress de George Tyson à la recherche du Polaris. En 1879, il s'engage sur la USS Jeannette de l'expédition de George Washington De Long.

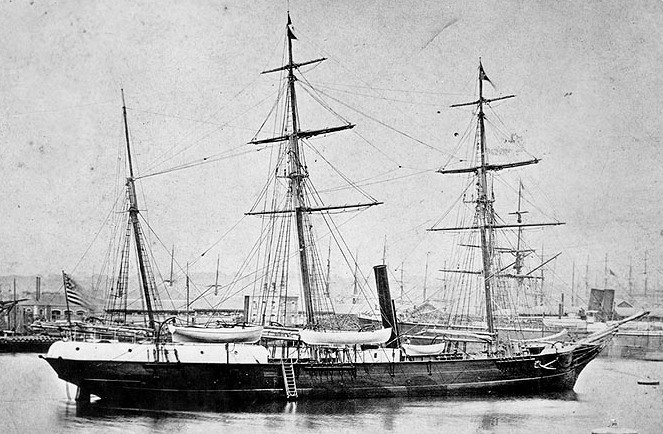
.

Après le naufrage du navire, il prend le commandement d'une des trois chaloupes de secours, la seule qui parviendra à rejoindre le delta de la Léna et sauve ainsi tous ses hommes. Il se lance ensuite en vain à la recherche de De Long et reçoit, à son retour, la Médaille d'or du Congrès.
En 1884, il fait partie de l'équipage du Thetis envoyé au secours de l'expédition Greely.
De 1884 à 1886, il devient inspecteur des charbons puis est nommé chef du bureau d’ingénierie à vapeur (1887). Il dirige à ce poste la construction de 120 navires introduisant la chaudière à tubes d'eau, le système de propulsion à triple-vis ou encore les moteurs verticaux.
Vice-amiral (3 mars 1899), il est nommé ingénieur en chef de la marine le 6 décembre 1900.
De 1899 à 1901, il étudie, à la suite de l'expérience du Fram de Fridtjof Nansen et Otto Sverdrup, les courants de l'Océan Arctique. Il fait alors jeter cinquante flotteurs dans le nord du détroit de Behring. Trois seulement seront retrouvés. L'un, échoué près de son lieu de lancement, un deuxième (lancé le 13 septembre 1899) sera repêché sur la côte nord de l'Islande le 7 juin 1905 et le troisième, lancé le 24 juillet 1900), sera retrouvé sur les côtes de la Norvège le 3 novembre 1908.

## Hommages
- La marine américaine a donné son nom à deux navires, un destroyer (1915-1948) et un navire océanographique (1969-toujours en activité)[3].
- Un prix recomposant des ingénieurs de marine portent aussi son nom ainsi qu'une médaille décernée par l'American Society of Mechanical Engineers.
- Médaille Jeannette

## Œuvres
- In the Lena Delta (1884)
- Wonderful Chicago and The World's Fair (1893)
- Remarks of Engineer-in-Chief George W. Melville, U.S. Navy (1894)
- Proceedings of the International Engineering Congress (1894)
- A Proposed System of Drift Casks to Determine the Direction of the Circumpolar Currents and The Drift of the Jeannette (1898)